# Українка (Вінницький район)
Украї́нка — село в Україні, у Літинській селищній громаді Вінницького району Вінницької області. Населення становить 183 особи; площа — 0,106 км². До 2020 належало до Кулизької сільської ради (разом з селом Кулига). Селом протікає річка Згар. Колишня назва Українки — Майдан Борківський.

## Історія
Засноване в 1965 році
12 червня 2020 року, відповідно до Розпорядження Кабінету Міністрів України № 707-р «Про визначення адміністративних центрів та затвердження територій територіальних громад Вінницької області», увійшло до складу Літинської селищної громади.
19 липня 2020 року, в результаті адміністративно-територіальної реформи та ліквідації Літинського району, село увійшло до складу Вінницького району.